# Suhan Babaýew
Suhan Babaýewewitsch Babaýew (russisch Сухан Бабаевич Бабаев Suchan Babajewitsch Babajew; * 12. Dezemberjul. / 25. Dezember 1910greg. im Oblast Transkaspien, Russisches Kaiserreich; † 28. November 1995) war ein sowjetisch-turkmenischer Politiker der Kommunistische Partei der Sowjetunion (KPdSU), der von 1951 bis 1958 Erster Sekretär der Kommunistischen Partei der Turkmenischen SSR war.

## Leben
Suhan Babaýewewitsch Babaýew absolvierte ein Studium an der Hochschule für Wasserwirtschaft in Taschkent und war nach dessen Abschluss zwischen 1931 und 1939 Leiter verschiedener Wasserbehörden in der Turkmenischen SSR am Murgab. Während dieser Zeit wurde er 1939 Mitglied der Kommunistische Partei der Sowjetunion (KPdSU) und fungierte zwischen 1939 und 1940 als Leiter des Wasseramtes der Oblast Maryjskaja. Für seine herausragenden Verdienste in der Landwirtschaft und der Übererfüllung von Planzielen in der Produktion von Baumwolle und Viehzucht wurde ihm am 23. November 1939 das Ehrenzeichen der Sowjetunion verliehen. Im Anschluss war er zwischen 1940 und 1941 zunächst Stellvertretender Volkskommissar für Wasserwirtschaft im Rat der Volkskommissare der Turkmenischen SSR, anschließend Stellvertretender Vorsitzender des Rates der Volkskommissare der Turkmenischen SSR sowie Volkskommissar für Staatliche Kontrolle.
Babaýew absolvierte zwischen 1941 und 1943 ein Studium an der Parteihochschule der KPdSU und war dann nach seiner Rückkehr von März 1943 bis November 1945 Erster Sekretär des Parteikomitees der Oblast Tschardschouskaja. Für seine Verdienste in der Entwicklung der Landwirtschaft, lokalen Industrie, Kunst und Kultur wurde er im Dezember 1944 mit dem Orden des Roten Banners der Arbeit ausgezeichnet. Danach löste er am 17. Oktober 1945 Aytbay Hudaybergenow als Vorsitzender des Rates der Volkskommissare ab und war unter der nachfolgenden Bezeichnung Vorsitzender des Ministerrates ab dem 15. März 1946 Ministerpräsident der Turkmenischen SSR. In dieser Funktion folgte ihm am 14. Juli 1951 Balyş Öwezow. 1946 wurde er zudem Mitglied des Zentralkomitees (ZK) sowie des Präsidiums des ZK der Turkmenischen SSR und gehörte diesen Gremien bis zum 14. Dezember 1958 an. Darüber hinaus war er zwischen 1946 und 1962 Deputierter des Obersten Sowjet der UdSSR. Für seine Verdienste in der Entwicklung der Landwirtschaft sowie der Erfüllung des Jahresplans 1946 im Bereich landwirtschaftlicher Erzeugnisse wurde ihm am 11. April 1947 erstmals der Leninorden verliehen.
Am 28. Juni 1951 übernahm Suhan Babaýew auf Beschluss des IV. Plenums des ZK (27. bis 28. Juni 1951) als Nachfolger von Schadscha Batyrow den Posten als Erster Sekretär des ZK der KP der Turkmenischen SSR. Am 14. Dezember 1958 wurde er durch Beschluss des IV. Plenums des ZK durch Jumadurdy Garaýew abgelöst. Auf dem XIX. Parteitag der KPdSU (5. bis 14. Oktober 1952) wurde er auch zum Mitglied des ZK der KPdSU gewählt, dem er nach seiner Wiederwahl auf dem XX. Parteitag der KPdSU (14. bis 25. Februar 1956) bis zum 19. Dezember 1958 angehörte, als er auf einem Plenum des ZK der KPdSU (15. bis 19. Dezember 1958) diese Funktion verlor. Im Laufe seiner politischen Laufbahn wurde ihm drei weitere Mal der Leninorden sowie der Orden des Roten Sterns verliehen.
Nach dem Verlust seiner parteipolitischen Spitzenämter wurde Babaýew im Dezember 1958 Vorsitzender der Kolchose Kazandschik in der Oblast Aschchabad.

## Ehrungen und Auszeichnungen
- Leninorden (4×)
- Orden des Roten Banners der Arbeit
- Orden des Roten Sterns
- Ehrenzeichen der Sowjetunion